# Ridderorden in Zimbabwe
Toen het nog een Britse kolonie was gebruikte men in Rhodesië Britse onderscheidingen zoals de Orde van het Britse Rijk en de Orde van Sint-Michaël en Sint-George.
In de in 1965 eenzijdig onafhankelijk verklaarde en 1970 tot uitgeroepen Republiek Rhodesië werd een op een ridderorde lijkende instelling ingesteld.
Het Legioen van Verdienste (Engels: "Legion of Merit") werd op 4 november 1970 ingesteld.
Daarnaast waren er 32 onderscheidingen in de vorm van medailles. Zie de ridderorden in Rhodesië
In 1979 werd Zimbabwe-Rhodesia gesticht, In 1980 werd het land onafhankelijk onder de naam Zimbabwe.
De Republiek Zimbabwe heeft nieuwe onderscheidingen gesticht maar een aantal Rhodesische onderscheidingen werd aangehouden.
- De Orde van Verdienste van Zimbabwe (Engels: "Zimbabwe Order of Merit")
- Het Gouden Kruis van Zimbabwe (Engels: "Gold Cross of Zimbabwe ")
- Het Zilveren Kruis van Zimbabwe (Engels: "Silver Cross of Zimbabwe ")
- Het Bronzenen Kruis van Zimbabwe (Engels: "Bronze Cross of Zimbabwe ")